# 年金・健康保険福祉施設整理機構
独立行政法人年金・健康保険福祉施設整理機構（ねんきん・けんこうほけんふくししせつせいりきこう、Readjustment of Facilities for insured persons and beneficiaries Organization）は、かつて存在した厚生労働省所管の独立行政法人で、年金福祉施設等の廃止・売却を業務としていた。
RFOは当初成立後5年で解散し、資産等は国が引き継ぐ予定だったが、2011年に独立行政法人年金・健康保険福祉施設整理機構法の一部改正案が可決・成立し、病院等の運営等を目的とする独立行政法人地域医療機能推進機構(JCHO)として改組されることが決まった。2014年4月1日、JCHOが発足し、その時点で存続していた社会保険病院・厚生年金病院などが一斉に改称された。

## 沿革・設立趣旨
2004年、政府は、公的年金保険料を年金給付以外の年金福祉施設等に安易に使用している公的年金流用問題が国会や新聞報道において批判されたことを受け、厚生年金会館や厚生年金休暇センターといったレクリエーション施設、厚生年金老人ホーム・厚生年金病院といった厚生施設等については、今後保険料を投入しないことを決定。
2005年10月1日に独立行政法人である当機構を設立され初代理事長には民間出身の水島藤一郎が就任。地域医療への影響や老人ホームの入居者の生活等にも配慮しつつ、5年以内に廃止・売却を進めることとした。
2014年に当機構を廃止。

## 業務
機構は、300以上の施設の譲渡、廃止等による整理合理化を短期間（5年間）で効率的・効果的に実施するために、施設の売却等に関する民間の知見を最大限活用できる専門の組織を置いている。譲渡により生じた収入は、独立行政法人の運営等に必要な費用を差し引いた上で、国民年金、厚生年金、政府管掌健康保険の各制度の財政へ納付する。機構の運営費用については、保険料からではなく、全て施設の売却収入から充当する。